# 58214 Amorim
58214 Amorim este un asteroid din centura principală de asteroizi.

## Descriere
58214 Amorim este un asteroid din centura principală de asteroizi. A fost descoperit pe 2 septembrie 1992 la Observatorul La Silla de Eric Walter Elst. Asteroidul prezintă o orbită caracterizată de o semiaxă mare de 2,85 ua, o excentricitate de 0,16 și o înclinație de 14,4° în raport cu ecliptica.